# Gagrella atrorubra
Gagrella atrorubra is een hooiwagen uit de familie Sclerosomatidae.